# یایان روهیان
یایان روهیان (اندونزیایی: Yayan Ruhian؛ زادهٔ ۱۹ اکتبر ۱۹۶۸) یک هنرپیشه اهل اندونزی است. وی از سال ۲۰۰۷ میلادی تاکنون مشغول فعالیت بوده‌است.
از فیلم‌ها یا برنامه‌های تلویزیونی که وی در آن نقش داشته‌است می‌توان به جنگ ستارگان: نیرو برمی‌خیزد، یورش:رستگاری، یورش ۲، آخرالزمان یاکوزا، پسر جهان را می‌کشد، ولگردهای سایه و پشت آسمان شهر اشاره کرد.